# 阪神高速7号北神戸線

阪神地域におけるルート図。赤線が阪神高速。

阪神高速7号北神戸線（はんしんこうそく7ごうきたこうべせん、Route 7 Kita-Kobe Line）は、兵庫県神戸市西区の第二神明道路、伊川谷JCTから兵庫県西宮市の中国自動車道（西宮山口JCT）へ至る阪神高速道路の路線である。名神高速道路・北摂・宝塚方面から姫路・徳島方面に行く場合に、有料道路を使って一番安く、早く行けるルートとして利用されている。また、姫路・徳島方面から神戸市街へ向かう場合、第二神明道路 須磨IC付近と3号神戸線の渋滞を避ける為に31号神戸山手線や32号新神戸トンネルとあわせて迂回路として利用される事もある。

## 路線名
- 一般国道2号（伊川谷JCT～永井谷JCT）
- 一般国道176号（西宮山口ランプ～西宮山口JCT）
- 兵庫県道高速北神戸線（永井谷JCT～西宮山口ランプ）
- 神戸市道高速道路北神戸線（柳谷支線）

## 道路規格
- 道路区分 : 第2種第2級
- 設計速度 : 60 km/h
- 車線数 : 往復4車線
- 出入口 : C規格、設計速度40km/h

※警察庁において「高速道路等における最高速度規制基準」が改訂され、設計速度の要件が廃止されたことから、2010年末より一部区間の最高速度が70 km/h・80 km/hに変更されている（後述）。

## 出入口など

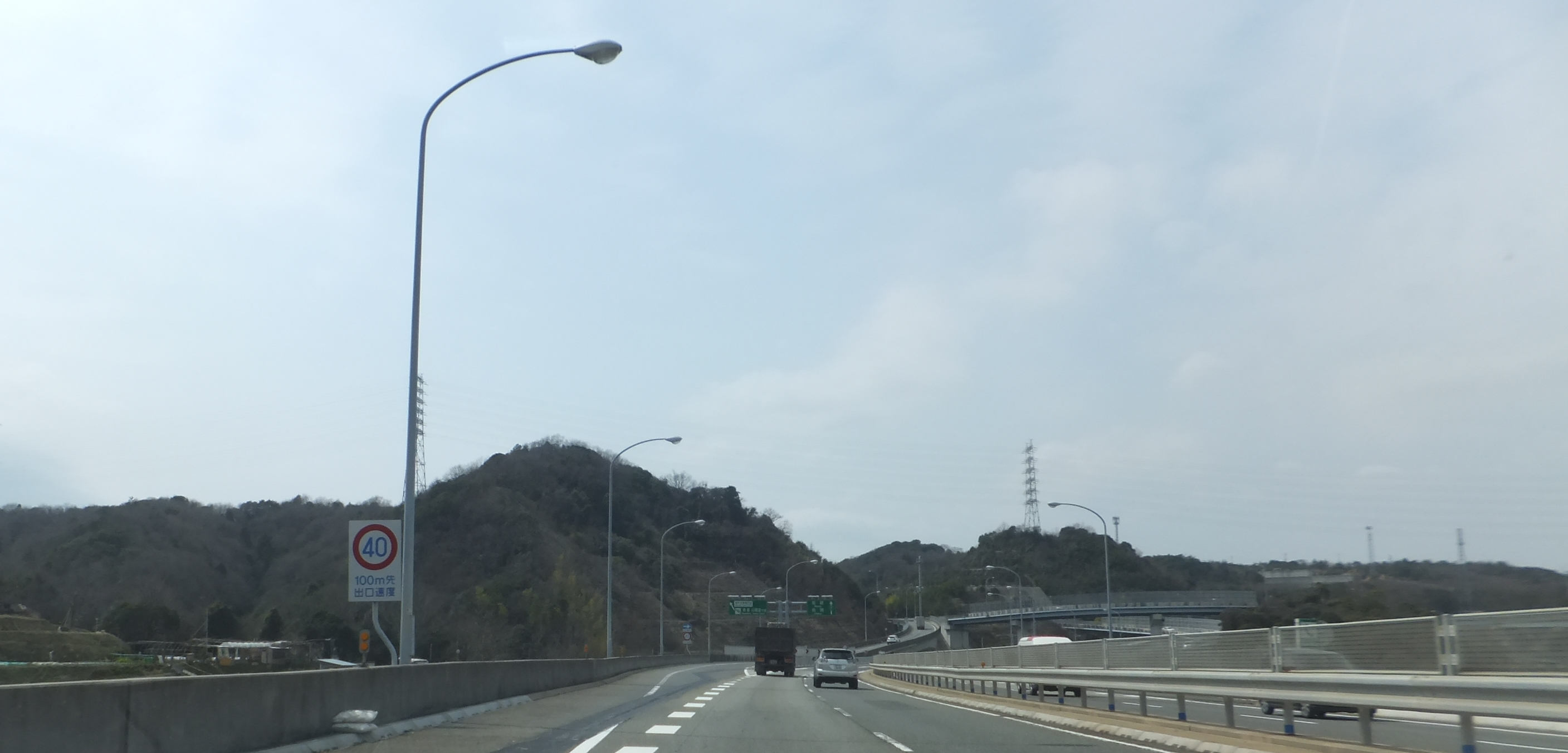
布施畑JCT付近
神戸市西区伊川谷町布施畑で撮影

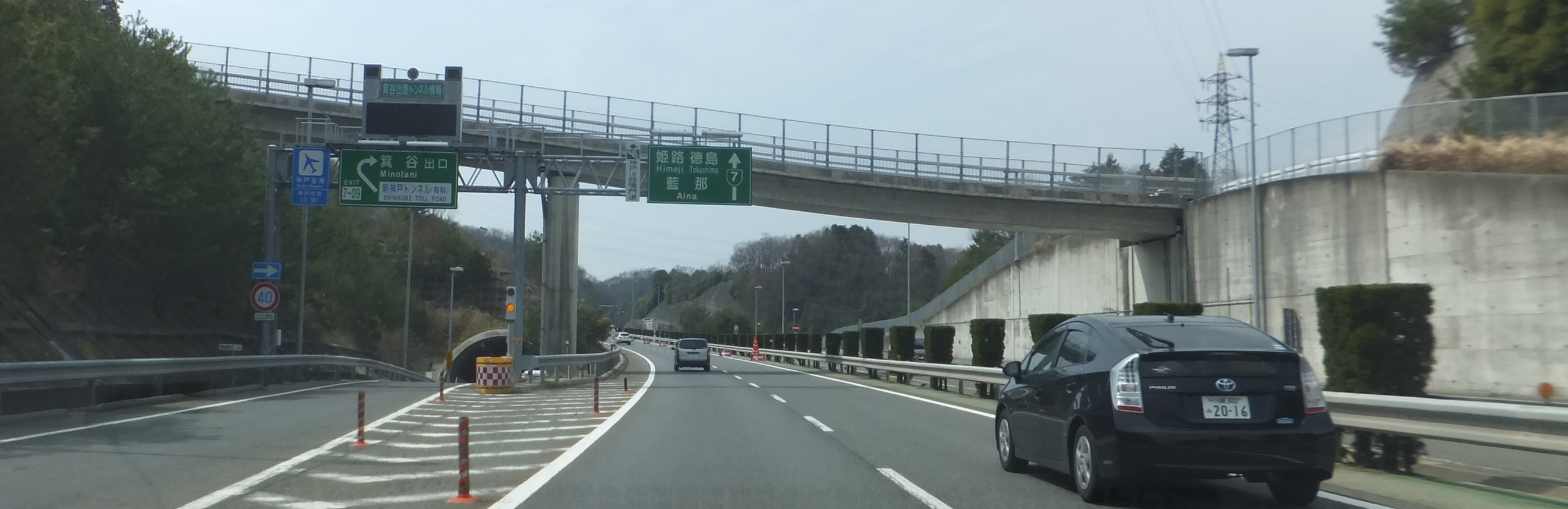
箕谷JCTと出入口付近
神戸市北区山田町西丸山で撮影

- 路線名の特記がないものは市道。
- 全線兵庫県内に所在。

### 本線(兵庫県道)
| 出入口 番号 | 施設名                    | 接続路線名                                    | 起点 から (km) | 備考                                                                | 所在地 | 所在地 |
| ----------- | ------------------------- | --------------------------------------------- | -------------- | ------------------------------------------------------------------- | ------ | ------ |
| 7-01        | 伊川谷JCT                 | E93 第二神明道路 姫路方面                     | 0.0            |                                                                     | 神戸市 | 西区   |
| 7-02        | 永井谷JCT/出入口          | E94 第二神明北線                              | 1.9            | 姫路方面接続 三田・宝塚方面出入口のみ                               | 神戸市 | 西区   |
| 7-03        | 前開TB 前開出入口         | 県道65号神戸加古川姫路線                      | 4.8            | 姫路方面出入口のみ ETC専用                                          | 神戸市 | 西区   |
| -           | 前開PA                    | -                                             | 4.8            |                                                                     | 神戸市 | 西区   |
| 7-04        | 前開出入口                | 県道65号神戸加古川姫路線                      | 4.8            | 三田・宝塚方面出入口のみ                                            | 神戸市 | 西区   |
| -           | 布施畑JCT                 | E28 神戸淡路鳴門自動車道                      | 7.1            |                                                                     | 神戸市 | 西区   |
| 7-05        | 布施畑西出入口            | 県道16号明石神戸宝塚線                        | 7.3            | 姫路・徳島方面出入口のみ 入口はETC専用                              | 神戸市 | 西区   |
| 7-06        | 布施畑東出入口            | 県道22号神戸三木線                            | 8.8            | 三田・宝塚方面出入口のみ 入口はETC専用                              | 神戸市 | 西区   |
| -           | 白川JCT                   | 阪神高速31号神戸山手線                        | 9.7            |                                                                     | 神戸市 | 北区   |
| 7-07        | しあわせの村出入口 白川PA | 県道16号明石神戸宝塚線 神戸市道長田箕谷線     | 10.7           | 出入口はしあわせの村駐車場と直結 一般道との出入りは駐車場経由で可能 | 神戸市 | 北区   |
| 7-08        | 藍那出入口                | 県道52号小部明石線                            | 13.6           | 入口はETC専用                                                       | 神戸市 | 北区   |
| 7-09        | 箕谷JCT/出入口            | 阪神高速32号新神戸トンネル 県道15号神戸三田線 | 18.2           | 入口はETC専用                                                       | 神戸市 | 北区   |
| 7-10        | からと西出入口            | 六甲有料道路                                  | 22.6           | 神戸市街・姫路方面出入口のみ 入口はETC専用                          | 神戸市 | 北区   |
| 7-11        | からと東出入口            | 六甲有料道路                                  | 25.1           | 三田・宝塚方面出入口のみ 入口はETC専用                              | 神戸市 | 北区   |
| -           | 有馬口JCT                 | 7号北神戸線北延伸線                           | 26.3           | 神戸市街・姫路方面接続                                              | 神戸市 | 北区   |
| 7-12        | 有馬口出入口              | 県道51号宝塚唐櫃線                            | 26.7           | 神戸市街・姫路方面出入口のみ 入口はETC専用                          | 神戸市 | 北区   |
| 7-13        | 西宮山口南出入口          | 県道82号大沢西宮線                            | 29.8           | 神戸市街・姫路方面出入口のみ 入口はETC専用                          | 西宮市 | 西宮市 |
| 7-14        | 西宮山口南出入口          | 県道82号大沢西宮線                            | 29.8           | 宝塚・大阪方面出入口のみ 入口はETC専用                              | 西宮市 | 西宮市 |
| 7-15        | 西宮山口東出入口          | 国道176号                                     | 32.3           | 神戸市街・姫路方面出入口のみ 入口はETC専用                          | 西宮市 | 西宮市 |
| 7-16        | 西宮山口TB 西宮山口JCT    | E2A 中国自動車道 宝塚・吹田方面               | 32.4           |                                                                     | 西宮市 | 西宮市 |

### 北延伸線(神戸市道)
- 全線神戸市北区内に所在。

| 出入口 番号 | 施設名         | 接続路線名                         | 起点 から (km) | 備考                                       |
| ----------- | -------------- | ---------------------------------- | -------------- | ------------------------------------------ |
| -           | 有馬口JCT      | 7号北神戸線本線 神戸市街・姫路方面 | 0.0            |                                            |
| 7-17        | 五社出入口     | 県道15号神戸三田線                 | 1.1            | 神戸市街・姫路方面出入口のみ 入口はETC専用 |
| 7-18        | 柳谷TB 柳谷JCT | 六甲北有料道路 三田方面            | 3.1            |                                            |

## 歴史
- 1985年（昭和60年）8月10日 : 伊川谷JCT-前開出入口間が開通。
- 1986年（昭和61年）4月25日 : 前開出入口-布施畑西出入口間が開通。
- 1990年（平成2年）7月2日 : 布施畑西出入口-箕谷（仮）出入口間が開通。（箕谷（仮）出入口は、現在の神戸市道長田箕谷線日の峰2丁目交差点に接続していた）
- 1994年（平成6年）4月20日 : 箕谷出入口が開通。新神戸トンネル有料道路と接続。
- 1998年（平成10年）4月2日 : 箕谷出入口-有馬口出入口間・有馬口JCT-柳谷JCT間が開通。
- 2003年（平成15年）4月28日 : 有馬口出入口-西宮山口JCT間が開通により、全線開通。
- 2010年（平成22年）12月2日 : 伊川谷JCT-布施畑西出入口間・箕谷出入口-西宮山口南出入口間・有馬口JCT-柳谷JCT間の最高速度を70km/hに、布施畑西出入口-箕谷出入口間の最高速度を80km/hに引き上げ。
- 2012年（平成24年）4月2日 : 有馬口、西宮山口南（西行）、西宮山口南（東行）、西宮山口東の4料金所で自動収受機を導入、運用開始[3]。

## 車線・最高速度
| 区間                   | 車線 上下線=上り線+下り線 | 最高速度 |
| ---------------------- | ------------------------- | -------- |
| 伊川谷JCT-布施畑西     | 4=2+2                     | 70km/h   |
| 布施畑西-箕谷          | 4=2+2                     | 80km/h   |
| 箕谷-西宮山口南        | 4=2+2                     | 70km/h   |
| 西宮山口南-西宮山口JCT | 4=2+2                     | 60km/h   |
| 有馬口JCT-柳谷JCT      | 4=2+2                     | 70km/h   |

※最高速度は2010年12月2日までは全線60km/h

## 所管警察
全線、兵庫県警察高速道路交通警察隊垂水分駐隊の管轄である。

## 交通量

### 本線(兵庫県道)
24時間交通量（台）　道路交通センサス
| 区間                                | 平成17（2005）年度 | 平成22（2010）年度 | 平成27（2015）年度 | 令和3（2021）年度 |
| ----------------------------------- | ------------------ | ------------------ | ------------------ | ----------------- |
| 伊川谷JCT/出入口 - 永井谷JCT/出入口 | 30,323             | 21,764             | 25,025             | 23,002            |
| 永井谷JCT/出入口 - 前開出入口       | 30,323             | 20,176             | 22,675             | 20,296            |
| 前開出入口 - 布施畑JCT              | 30,323             | 26,222             | 28,896             | 26,230            |
| 布施畑JCT - 布施畑西出入口          | 31,768             | 29,216             | 34,128             | 31,493            |
| 布施畑西出入口 - 布施畑東出入口     | 31,768             | 29,216             | 34,128             | 31,493            |
| 布施畑東出入口 - 白川JCT            | 31,768             | 31,299             | 37,327             | 34,757            |
| 白川JCT - しあわせの村出入口        | 31,768             | 28,760             | 26,128             | 24,436            |
| しあわせの村出入口 - 藍那出入口     | 31,768             | 28,671             | 25,838             | 24,241            |
| 藍那出入口 - 箕谷出入口             | 31,768             | 29,011             | 26,605             | 25,133            |
| 箕谷出入口 - からと西出入口         | 32,491             | 32,345             | 31,842             | 29,965            |
| からと西出入口 - からと東出入口     | 32,491             | 31,659             | 30,158             | 28,278            |
| からと東出入口 - 有馬口JCT          | 32,491             | 32,104             | 30,229             | 29,189            |
| 有馬口JCT- 有馬口出入口             | 32,491             | 19,428             | 19,038             | 17,819            |
| 有馬口出入口 - 西宮山口南出入口     | 6,725              | 17,661             | 17,095             | 16,555            |
| 西宮山口南出入口 - 西宮山口東出入口 | 6,725              | 14,970             | 14,988             | 14,564            |
| 西宮山口東出入口 - 西宮山口JCT      | 6,725              | 13,101             | 14,988             | 13,300            |

（出典：「平成22年度道路交通センサス」・「平成27年度全国道路・街路交通情勢調査」「令和3年度全国道路・街路交通情勢調査」（国土交通省ホームページ）より一部データを抜粋して作成）
- 令和2年度に実施予定だった交通量調査は、新型コロナウイルスの影響で延期された[5]。

### 北延伸線(神戸市道)
24時間交通量（台）　道路交通センサス
| 区間                   | 平成17（2005）年度 | 平成22（2010）年度 | 平成27（2015）年度 | 令和3（2021）年度 |
| ---------------------- | ------------------ | ------------------ | ------------------ | ----------------- |
| 有馬口JCT - 五社出入口 | 6,725              | 13,191             | 12,389             | 11,344            |
| 五社出入口 - 柳谷JCT   | 6,725              | 8,530              | 8,258              | 8,502             |

（出典：「平成22年度道路交通センサス」・「平成27年度全国道路・街路交通情勢調査」「令和3年度全国道路・街路交通情勢調査」（国土交通省ホームページ）より一部データを抜粋して作成）
- 令和2年度に実施予定だった交通量調査は、新型コロナウイルスの影響で延期された[5]。